# اچ‌ام‌اس کانوپوس (۱۷۹۸)
اچ‌ام‌اس کانوپوس (۱۷۹۸) (به انگلیسی: HMS Canopus (1798)) یک کشتی است که طول آن ۱۹۳ فوت ۱۰ اینچ (۵۹٫۱ متر) می‌باشد. این کشتی در سال ۱۷۹۷ ساخته شد.